# Reprezentacja Polski na Mistrzostwach Świata w Narciarstwie Klasycznym 2011
Reprezentacja Polski na Mistrzostwach Świata w Narciarstwie Klasycznym 2011 – grupa zawodników i zawodniczek, wybranych przez Polski Związek Narciarski do reprezentowania Polski w biegach, skokach i kombinacji norweskiej w ramach Mistrzostw Świata w Narciarstwie Klasycznym 2011 w Oslo.
W skład reprezentacji weszło czternaścioro zawodników – dziesięciu mężczyzn i cztery kobiety. Uczestniczyli oni w czternastu konkurencjach – w ośmiu w biegach narciarskich, w czterech w skokach i w dwóch w kombinacji norweskiej. Reprezentanci Polski zdobyli cztery medale – dwa srebrne i dwa brązowe, co pozwoliło na zajęcie ósmego miejsca w klasyfikacji medalowej mistrzostw. Trzykrotnie na podium mistrzostw świata stawała Justyna Kowalczyk, która zdobyła srebrne medale w biegu łączonym na 15 kilometrów i biegu na 15 kilometrów techniką klasyczną oraz brązowy w biegu na 30 kilometrów techniką dowolną. Ponadto brązowy medal wywalczył Adam Małysz w indywidualnym konkursie skoków na obiekcie normalnym. Po raz pierwszy w historii reprezentanci Polski zdobyli cztery medale mistrzostw świata w narciarstwie klasycznym w trakcie jednej edycji tej imprezy.
Poza pozycjami medalowymi, w pierwszej szóstce zawodów znaleźli się także: Justyna Kowalczyk w sprincie indywidualnym techniką dowolną (5. miejsce), Kamil Stoch w konkursie skoków na skoczni normalnej (6. miejsce) oraz dwukrotnie reprezentacja skoczków narciarskich (4. miejsce na skoczni normalnej i 5. na dużej), która wystąpiła w składzie: Kamil Stoch, Piotr Żyła, Stefan Hula i Adam Małysz.

## Przed mistrzostwami

### Przygotowania

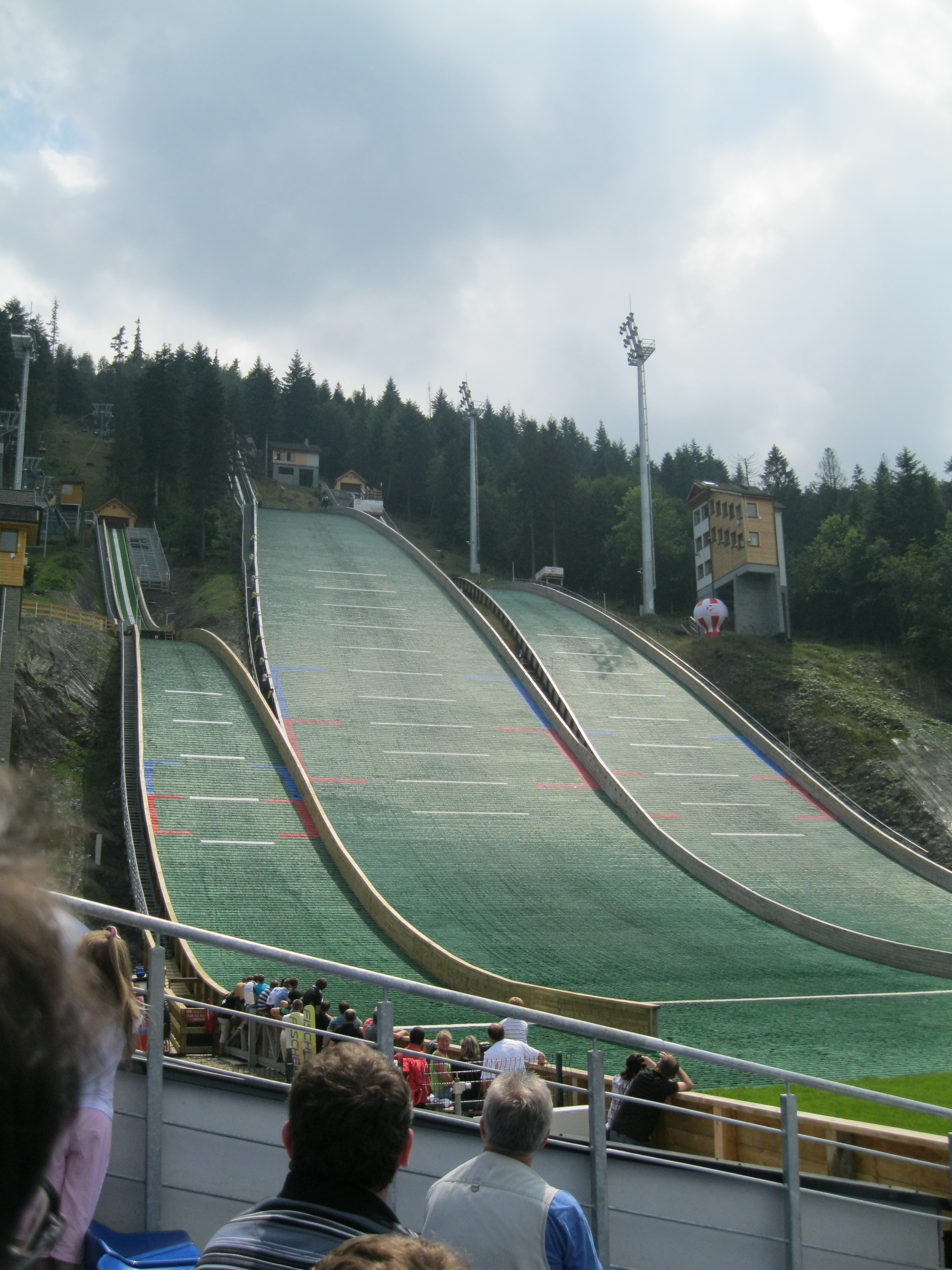
Kompleks Skalite w Szczyrku, na którym przed mistrzostwami świata trenowali polscy skoczkowie.

Mistrzostwa świata w Oslo były najważniejszą imprezą sezonu 2010/2011 dla narciarzy klasycznych. Biegacze, skoczkowie i dwuboiści za główny cel stawiali sobie starty w tych zawodach, w związku z czym plan przygotowawczy został opracowany w taki sposób, aby zawodnicy osiągnęli zwyżkę formy przed mistrzostwami świata.
Przed rozpoczęciem sezonu zimowego zawodnicy uczestniczyli w licznych zgrupowaniach, mających na celu poprawienie kondycji i techniki. Kadra skoczków narciarskich tuż przed rozpoczęciem sezonu trenowała na igelicie w Innsbrucku, Bischofshofen i Szczyrku, a następnie na śniegu w Finlandii – w Oulu i Vuokatti. Zgrupowania treningowe pomogły zawodnikom w wyeliminowaniu błędów technicznych. Poza mistrzostwami świata celem skoczków było osiągnięcie jak najlepszych rezultatów w Pucharze Świata, aby w Oslo móc startować z wysokimi numerami startowymi i mieć większe szanse na osiągnięcie sukcesu.
Bezpośrednio przed rozpoczęciem mistrzostw świata skoczkowie odbyli zgrupowania w Wiśle oraz w Szczyrku. Ostatnim etapem przygotowawczym były mistrzostwa Polski w Szczyrku. Ze startu w tych zawodach zrezygnował Adam Małysz, który, z uwagi na indywidualny plan treningowy, skakał na skoczni w Wiśle pod okiem osobistego trenera – Hannu Lepistö.
Przygotowania biegaczy narciarskich do sezonu 2010/2011 rozpoczęły się od zgrupowania regeneracyjnego w Rosji. Jednym z etapów wyjazdu był start Justyny Kowalczyk w biegach maratońskich i sprinterskich na Kamczatce, w których Polka dwukrotnie zwyciężyła i raz była druga. W maju 2010, podobnie jak rok wcześniej, biegacze udali się na zgrupowania do Włoch i Hiszpanii. Następnie kadra odbyła zgrupowania w Szczyrbskim Jeziorze, Ramsau i Oberhofie. Podczas pobytu na lodowcu Dachstein, nieopodal Ramsau, zawodnicy i zawodniczki testowali sprzęt narciarski przed nowym sezonem. 
Formą przygotowań do mistrzostw świata, poza zgrupowaniami, były także starty w zawodach Pucharu Świata, w którym zwycięstwo zapewniła sobie Justyna Kowalczyk. W zawodach tej rangi punktowali także inni Polacy: Paulina Maciuszek, Mariusz Michałek, Maciej Kreczmer i Maciej Staręga.
Z powodu kontuzji nabytej podczas jednego z letnich treningów, indywidualny tok przygotowań do mistrzostw świata miała Sylwia Jaśkowiec. Mimo przeprowadzanych zabiegów rehabilitacyjnych, kontuzja uniemożliwiła zawodniczce występ w mistrzostwach świata.

#### Sztab szkoleniowy
| Dyscyplina          | Imię i nazwisko         | Pełniona funkcja                   | Źródło |
| ------------------- | ----------------------- | ---------------------------------- | ------ |
| biegi narciarskie   | Aleksander Wierietielny | trener główny reprezentacji kobiet | [ 13 ] |
| biegi narciarskie   | Wiesław Cempa           | trener kadry kobiet "Oslo 2011"    | [ 14 ] |
| biegi narciarskie   | Ján Klimko              | trener kadry mężczyzn "Oslo 2011"  | [ 14 ] |
| skoki narciarskie   | Łukasz Kruczek          | trener główny reprezentacji        | [ 15 ] |
| skoki narciarskie   | Zbigniew Klimowski      | asystent trenera głównego          | [ 15 ] |
| skoki narciarskie   | Piotr Fijas             | asystent trenera głównego          | [ 15 ] |
| skoki narciarskie   | Grzegorz Sobczyk        | asystent trenera głównego          | [ 15 ] |
| skoki narciarskie   | Hannu Lepistö           | trener Adama Małysza               | [ 15 ] |
| skoki narciarskie   | Robert Mateja           | asystent trenera                   | [ 15 ] |
| skoki narciarskie   | Maciej Maciusiak        | asystent trenera                   | [ 15 ] |
| kombinacja norweska | Jakub Michalczuk        | trener główny reprezentacji        | [ 16 ] |

### Szanse medalowe
W historii mistrzostw świata w narciarstwie klasycznym przed 2011 rokiem polscy zawodnicy piętnastokrotnie zdobywali medale tej imprezy. Wśród medalistów znalazło się dwoje zawodników, którzy uczestniczyli w Mistrzostwach Świata 2011 – Adam Małysz i Justyna Kowalczyk. Małysz w latach 2001-2007 czterokrotnie zdobywał tytuł mistrza świata i raz tytuł wicemistrza świata, a Kowalczyk w 2009 roku wywalczyła dwa złote medale i jeden brązowy. Oznaczało to, że w 2011 roku Justyna Kowalczyk broniła tytułów mistrzyni świata w biegu łączonym i biegu na 30 kilometrów, wywalczonych podczas poprzedniej edycji MŚ.
Kowalczyk i Małysz byli głównymi polskimi faworytami do zdobycia medali. Tuż przed rozpoczęciem mistrzostw świata, w norweskim Drammen, Justyna Kowalczyk zapewniła sobie trzecią Kryształową Kulę za zwycięstwo w Pucharze Świata, natomiast Małysz na skoczniach w Oslo wygrywał w swojej karierze łącznie pięciokrotnie, dzięki czemu zyskał przydomek król Holmenkollen. Ponadto wśród zawodników mogących sprawić niespodziankę wymianiane było nazwisko Kamila Stocha, który w trakcie sezonu Pucharu Świata 2010/2011 dwukrotnie wygrał zawody tej rangi. W klasyfikacji Pucharu Świata przed rozpoczęciem mistrzostw Małysz plasował się na trzeciej pozycji z dorobkiem 1045 punktów, a Stoch był dziesiąty z wynikiem 574 punktów. Ponadto w zawodach PŚ punktowali pozostali trzej skoczkowie powołani do reprezentacji: Stefan Hula zajmował 37. miejsce w klasyfikacji, Piotr Żyła był 55., a Tomasz Byrt – 77.
Po raz pierwszy od Mistrzostw Świata 2003 wśród reprezentantów Polski znaleźli się specjaliści kombinacji norweskiej. Jedynym ze startujących w Oslo polskich dwuboistów, który w swojej dotychczasowej karierze zdobył punkty Pucharu Świata, był Tomasz Pochwała.

### Sponsorzy i nagrody finansowe

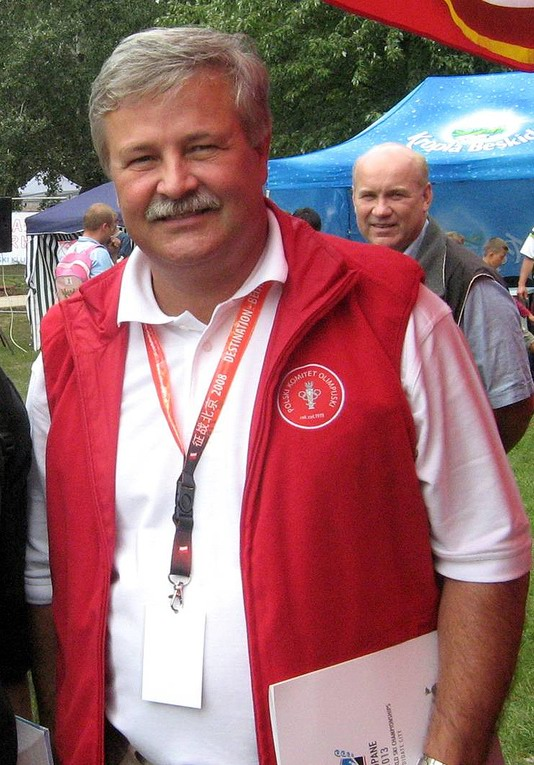
Apoloniusz Tajner – prezes Polskiego Związku Narciarskiego.

Głównym sponsorem Justyny Kowalczyk oraz całej reprezentacji Polski w narciarstwie klasycznym była firma Polbank EFG, która w 2010 roku podpisała z Polskim Związkiem Narciarskim dwuletnią umowę w tym zakresie oraz Grupa Lotos. Dodatkowo, sponsorem Adama Małysza podczas mistrzostw świata w Oslo, jak i podczas większości jego startów, był Red Bull.
Przed rozpoczęciem mistrzostw świata polskie Ministerstwo Sportu i Turystyki oraz Polski Związek Narciarski ogłosiły wartości premii pieniężnych dla polskich medalistów w Oslo. Za złoty medal zdobyty w zawodach indywidualnych przewidywana nagroda wynosiła 62 200 złotych, w tym 32 200 zł z funduszy ministerstwa i 30 000 zł ze związku. Za zdobycie srebrnego indywidualnego medalu przewidziano 45 300 złotych premii, w tym 25 300 zł z ministerstwa i 20 000 zł z PZN, natomiast za medal brązowy – 33 400 złotych (18 400 zł z ministerstwa i 15 000 zł ze związku). Za zdobycie medalu drużynowego dla każdego z członków zespołu Ministerstwo Sportu i Turystyki zaoferowało nagrody w wysokości 75% nagród za medale indywidualne, natomiast Polski Związek Narciarski przewidział nagrody w wysokości 40% premii indywidualnej. Oznaczało to, że każdy polski złoty medalista w drużynie miał otrzymać łącznie 36 150 złotych, srebrny – 26 975 złotych, a brązowy – 19 800 złotych. 
Ogłoszone zostały także nagrody dla trenerów i innych członków kadry. Główny trener medalisty nagradzany był premią w wysokości do 40% wartości nagrody sportowca, asystent trenera – premią w wysokości do 30% nagrody zawodnika, natomiast serwismeni i lekarze – do 10% tej nagrody.
Poza nagrodami finansowymi za zdobyte medale, dla członków polskiej kadry narodowej, którzy uplasowali się w pierwszej ósemce zawodów, przewidziane były comiesięczne stypendia, uregulowane rozporządzeniem Ministerstwa Sportu z 20 września 2006 roku i przyznawane w wysokości: do 6670 zł za pierwsze miejsce, do 5750 zł za drugie miejsce, do 4830 zł za trzecie miejsce, do 4140 zł za czwarte miejsce, do 3680 zł za piąte miejsce, do 3220 zł za szóste miejsce, do 2760 zł za siódme miejsce i do 2300 zł za ósme miejsce. Dotyczyło to wszystkich startów na mistrzostwach świata seniorów – zarówno indywidualnych, jak i drużynowych.

## Skład reprezentacji
Wstępny skład polskiej reprezentacji na mistrzostwa świata został ogłoszony 14 lutego 2011 przez Polski Związek Narciarski. Już wówczas pewni startu w zawodach byli: skoczkowie – Adam Małysz, Kamil Stoch, Stefan Hula i Piotr Żyła, biegaczki i biegacze – Justyna Kowalczyk, Paulina Maciuszek, Agnieszka Szymańczak, Ewelina Marcisz, Maciej Kreczmer i Maciej Staręga oraz dwuboiści – Tomasz Pochwała i Paweł Słowiok. Rozważano także włączenie do reprezentacji biegacza Mariusza Michałka, jednak ostatecznie nie znalazł się on w składzie.
Polska miała prawo zgłosić sześciu skoczków narciarskich do startu w MŚ, jednak szkoleniowiec kadry – Łukasz Kruczek – postanowił zabrać do Oslo pięciu swoich podopiecznych. Dlatego też, do wcześniej powołanych czterech zawodników miał dołączyć jeszcze jeden skoczek – zgodnie z zapowiedzią trenera miał być to Tomasz Byrt lub Dawid Kubacki. Ostatecznie w składzie znalazł się Byrt, a decyzja w tej sprawie zapadła po rozegraniu zawodów o mistrzostwo Polski, w których zdobył on srebrny medal, podczas gdy Kubacki zajął dziewiąte miejsce.
Według pierwotnego założenia, w reprezentacji Polski miało znaleźć się dwóch kombinatorów norweskich, jednak tuż przed rozpoczęciem mistrzostw trener reprezentacji w kombinacji norweskiej – Jakub Michalczuk – postanowił, że do Oslo pojedzie także Adam Cieślar. Bezpośredni wpływ na tę decyzję miała dobra postawa Cieślara w mistrzostwach Polski, w których zdobył srebrny medal.
W poniższym zestawieniu znajduje się ostateczny skład polskiej reprezentacji na MŚ w Oslo wraz z miejscami, zajętymi przez poszczególnych zawodników podczas Mistrzostw Świata w Narciarstwie Klasycznym 2009 w Libercu.
| Biegi narciarskie kobiet (4)     |                   |                              |                              |                                 |                                 |                     |                             |        |
| Zawodniczka                      | Data urodzenia    | Miejsca na MŚ 2009           | Miejsca na MŚ 2009           | Miejsca na MŚ 2009              | Miejsca na MŚ 2009              | Miejsca na MŚ 2009  | Miejsca na MŚ 2009          | Źródło |
| Zawodniczka                      | Data urodzenia    | ind. sprint dowolna          | druż. sprint klasyczna       | ind. 10 km klasyczna            | ind. 15 km łączony              | ind. 30 km dowolna  | sztafeta 4x5 km             | Źródło |
| Justyna Kowalczyk                | 23 stycznia 1983  | –                            | –                            | 3                               | 1                               | 1                   | 6                           | [ 33 ] |
| Paulina Maciuszek                | 2 września 1985   | –                            | –                            | 61                              | 58                              | 50                  | 6                           | [ 34 ] |
| Ewelina Marcisz                  | 2 lutego 1991     | –                            | –                            | –                               | –                               | –                   | –                           | [ 35 ] |
| Agnieszka Szymańczak             | 11 listopada 1984 | –                            | –                            | –                               | –                               | –                   | –                           | [ 36 ] |
| Biegi narciarskie mężczyzn (2)   |                   |                              |                              |                                 |                                 |                     |                             |        |
| Zawodnik                         | Data urodzenia    | Miejsca na MŚ 2009           | Miejsca na MŚ 2009           | Miejsca na MŚ 2009              | Miejsca na MŚ 2009              | Miejsca na MŚ 2009  | Miejsca na MŚ 2009          | Źródło |
| Zawodnik                         | Data urodzenia    | ind. sprint dowolna          | druż. sprint klasyczna       | ind. 15 km klasyczna            | ind. 30 km łączony              | ind. 50 km dowolna  | sztafeta 4x10 km            | Źródło |
| Maciej Kreczmer                  | 4 kwietnia 1981   | 50                           | 14                           | 40                              | –                               | –                   | –                           | [ 37 ] |
| Maciej Staręga                   | 31 stycznia 1990  | –                            | –                            | –                               | –                               | –                   | –                           | [ 38 ] |
| Skoki narciarskie mężczyzn (5)   |                   |                              |                              |                                 |                                 |                     |                             |        |
| Zawodnik                         | Data urodzenia    | Miejsca na MŚ 2009           | Miejsca na MŚ 2009           | Miejsca na MŚ 2009              | Miejsca na MŚ 2009              | Miejsca na MŚ 2009  | Miejsca na MŚ 2009          | Źródło |
| Zawodnik                         | Data urodzenia    | ind. normalna                | ind. normalna                | ind. duża                       | ind. duża                       | druż. duża          | druż. duża                  | Źródło |
| Tomasz Byrt                      | 25 stycznia 1993  | –                            | –                            | –                               | –                               | –                   | –                           | [ 39 ] |
| Stefan Hula                      | 29 września 1986  | 26                           | 26                           | –                               | –                               | 4                   | 4                           | [ 40 ] |
| Adam Małysz                      | 3 grudnia 1977    | 22                           | 22                           | 12                              | 12                              | 4                   | 4                           | [ 41 ] |
| Kamil Stoch                      | 25 maja 1987      | 4                            | 4                            | 24                              | 24                              | 4                   | 4                           | [ 42 ] |
| Piotr Żyła                       | 16 stycznia 1987  | –                            | –                            | –                               | –                               | –                   | –                           | [ 43 ] |
| Kombinacja norweska mężczyzn (3) |                   |                              |                              |                                 |                                 |                     |                             |        |
| Zawodnik                         | Data urodzenia    | Miejsca na MŚ 2009           | Miejsca na MŚ 2009           | Miejsca na MŚ 2009              | Miejsca na MŚ 2009              | Miejsca na MŚ 2009  | Miejsca na MŚ 2009          | Źródło |
| Zawodnik                         | Data urodzenia    | ind. normalna + 10 km masowy | ind. normalna + 10 km masowy | ind. normalna + 10 km Gundersen | ind. normalna + 10 km Gundersen | druż. duża + 4x5 km | ind. duża + 10 km Gundersen | Źródło |
| Adam Cieślar                     | 18 grudnia 1992   | –                            | –                            | –                               | –                               | –                   | –                           | [ 44 ] |
| Tomasz Pochwała                  | 7 maja 1983       | –                            | –                            | –                               | –                               | –                   | –                           | [ 45 ] |
| Paweł Słowiok                    | 31 marca 1992     | –                            | –                            | –                               | –                               | –                   | –                           | [ 46 ] |

## Zdobyte medale
Polscy reprezentanci zdobyli w 2011 roku cztery medale – dwa srebrne i dwa brązowe, a dokonali tego: Justyna Kowalczyk i Adam Małysz. Dzięki temu polski dorobek medalowy w klasyfikacji wszech czasów mistrzostw świata w narciarstwie klasycznym zwiększył się do dziewiętnastu. Po raz pierwszy od 2005 roku żadnemu polskiemu zawodnikowi nie udało się wywalczyć złotego medalu. Mimo to, pod względem liczby zdobytych medali dowolnego koloru, był to najlepszy występ reprezentacji Polski od początku rozgrywania mistrzostw świata. Nigdy wcześniej Polacy nie wywalczyli czterech medali w trakcie jednej edycji. W klasyfikacji medalowej Polska zajęła ósme miejsce, ex aequo z Rosją.
| Medal | Zawodnik          | Dyscyplina        | Konkurencja                                                                        | Data       |
| ----- | ----------------- | ----------------- | ---------------------------------------------------------------------------------- | ---------- |
| 2     | Justyna Kowalczyk | biegi narciarskie | bieg łączony kobiet na 15 km (7,5 km techniką klasyczną + 7,5 km techniką dowolną) | 26.02.2011 |
| 2     | Justyna Kowalczyk | biegi narciarskie | bieg na 10 km kobiet techniką klasyczną                                            | 28.02.2011 |
| 3     | Adam Małysz       | skoki narciarskie | konkurs indywidualny na skoczni normalnej                                          | 26.02.2011 |
| 3     | Justyna Kowalczyk | biegi narciarskie | bieg na 30 km kobiet techniką dowolną                                              | 05.03.2011 |

### Klasyfikacja dyscyplin
| Dyscyplina        | złoto | srebro | brąz | Suma |
| ----------------- | ----- | ------ | ---- | ---- |
| Biegi narciarskie | –     | 2      | 1    | 3    |
| Skoki narciarskie | –     | –      | 1    | 1    |
| Suma              | –     | 2      | 2    | 4    |

### Klasyfikacja zawodników
| Lp. | Zawodnik          | Dyscyplina        | złoto | srebro | brąz | Suma |
| --- | ----------------- | ----------------- | ----- | ------ | ---- | ---- |
| 1.  | Justyna Kowalczyk | biegi narciarskie | –     | 2      | 1    | 3    |
| 2.  | Adam Małysz       | skoki narciarskie | –     | –      | 1    | 1    |

## Wyniki reprezentantów Polski

### Biegi narciarskie
W ramach mistrzostw świata w Oslo przeprowadzono dwanaście konkurencji biegowych. Reprezentanci Polski wystartowali w ośmiu konkurencjach. Żaden polski sportowiec nie uczestniczył w biegu łączonym mężczyzn na 30 kilometrów, biegu mężczyzn na 50 kilometrów techniką dowolną, męskiej sztafecie 4 x 10 kilometrów ani w sprincie drużynowym kobiet techniką klasyczną.
Najlepsze wyniki wśród biegaczy i biegaczek narciarskich osiągnęła Justyna Kowalczyk, która zdobyła łącznie trzy medale – dwa srebrne i jeden brązowy. Ponadto, Kowalczyk zajęła piąte miejsce w sprincie i jako jedyna polska reprezentantka przebrnęła bieg kwalifikacyjny w tej konkurencji, pomimo że tuż przed mistrzostwami rozważała możliwość wycofania się z biegu i przygotowywania do kolejnych konkurencji. Polskie biegaczki zajęły ósme miejsce w sztafecie, dzięki czemu zapewniły sobie stypendium z Ministerstwa Sportu.
Podczas mistrzostw świata w Oslo, podobnie jak rok wcześniej w trakcie igrzysk w Vancouver, wobec norweskich biegaczek narciarskich padły oskarżenia o stosowanie dopingu w postaci leków przeciwko astmie. Temat poruszyła Petra Majdič, a rację przyznała jej Justyna Kowalczyk. W związku z tym, trener norweskich biegaczek – Egil Kristiansen – złożył zażalenie do Międzynarodowej Federacji Narciarskiej o ukaranie Kowalczyk za jej wypowiedzi.

#### Konkurencje indywidualne
| Data       | Konkurencja                                                                        | Zawodnik             | Kwalifikacje | Kwalifikacje | Kwalifikacje | Ćwierćfinał | Ćwierćfinał | Ćwierćfinał | Półfinał | Półfinał | Półfinał | Finał     | Finał   | Źródła        |
| Data       | Konkurencja                                                                        | Zawodnik             | Czas         | Miejsce      | Miejsce      | Czas        | Miejsce     | Miejsce     | Czas     | Miejsce  | Miejsce  | Czas      | Miejsce | Źródła        |
| ---------- | ---------------------------------------------------------------------------------- | -------------------- | ------------ | ------------ | ------------ | ----------- | ----------- | ----------- | -------- | -------- | -------- | --------- | ------- | ------------- |
| 24.02.2011 | sprint kobiet techniką dowolną                                                     | Justyna Kowalczyk    | 3:10,49      | 13.          | Q            | 3:07,1      | 2.          | Q           | 3:06,2   | 2.       | Q        | 3:05,7    | 5.      | [ 53 ] [ 54 ] |
| 24.02.2011 | sprint kobiet techniką dowolną                                                     | Paulina Maciuszek    | 3:25,30      | 52.          | nq           | nq          | nq          | nq          | nq       | nq       | nq       | nq        | 52.     | [ 53 ] [ 54 ] |
| 24.02.2011 | sprint kobiet techniką dowolną                                                     | Ewelina Marcisz      | 3:22,54      | 47.          | nq           | nq          | nq          | nq          | nq       | nq       | nq       | nq        | 47.     | [ 53 ] [ 54 ] |
| 24.02.2011 | sprint kobiet techniką dowolną                                                     | Agnieszka Szymańczak | 3:23,48      | 49.          | nq           | nq          | nq          | nq          | nq       | nq       | nq       | nq        | 49.     | [ 53 ] [ 54 ] |
| 24.02.2011 | sprint mężczyzn techniką dowolną                                                   | Maciej Kreczmer      | 3:08,48      | 49.          | nq           | nq          | nq          | nq          | nq       | nq       | nq       | nq        | 49.     | [ 55 ]        |
| 24.02.2011 | sprint mężczyzn techniką dowolną                                                   | Maciej Staręga       | 3:04,85      | 33.          | nq           | nq          | nq          | nq          | nq       | nq       | nq       | nq        | 33.     | [ 55 ]        |
| 26.02.2011 | bieg łączony kobiet na 15 km (7,5 km techniką klasyczną + 7,5 km techniką dowolną) | Justyna Kowalczyk    | –            | –            | –            | –           | –           | –           | –        | –        | –        | 38:16,1   | 2.      | [ 56 ]        |
| 26.02.2011 | bieg łączony kobiet na 15 km (7,5 km techniką klasyczną + 7,5 km techniką dowolną) | Paulina Maciuszek    | –            | –            | –            | –           | –           | –           | –        | –        | –        | 41:51,2   | 32.     | [ 56 ]        |
| 26.02.2011 | bieg łączony kobiet na 15 km (7,5 km techniką klasyczną + 7,5 km techniką dowolną) | Agnieszka Szymańczak | –            | –            | –            | –           | –           | –           | –        | –        | –        | DNS       | –       | [ 56 ]        |
| 28.02.2011 | bieg na 10 km kobiet techniką klasyczną                                            | Justyna Kowalczyk    | –            | –            | –            | –           | –           | –           | –        | –        | –        | 27:43,4   | 2.      | [ 57 ]        |
| 28.02.2011 | bieg na 10 km kobiet techniką klasyczną                                            | Paulina Maciuszek    | –            | –            | –            | –           | –           | –           | –        | –        | –        | 31:12,3   | 47.     | [ 57 ]        |
| 28.02.2011 | bieg na 10 km kobiet techniką klasyczną                                            | Ewelina Marcisz      | –            | –            | –            | –           | –           | –           | –        | –        | –        | 31:48,5   | 54.     | [ 57 ]        |
| 28.02.2011 | bieg na 10 km kobiet techniką klasyczną                                            | Agnieszka Szymańczak | –            | –            | –            | –           | –           | –           | –        | –        | –        | 31:54,9   | 55.     | [ 57 ]        |
| 01.03.2011 | bieg na 15 km mężczyzn techniką klasyczną                                          | Maciej Kreczmer      | –            | –            | –            | –           | –           | –           | –        | –        | –        | 42:23,8   | 55.     | [ 58 ]        |
| 01.03.2011 | bieg na 15 km mężczyzn techniką klasyczną                                          | Maciej Staręga       | –            | –            | –            | –           | –           | –           | –        | –        | –        | 42:20,5   | 54.     | [ 58 ]        |
| 05.03.2011 | bieg na 30 km kobiet techniką dowolną                                              | Justyna Kowalczyk    | –            | –            | –            | –           | –           | –           | –        | –        | –        | 1:25:19,1 | 3.      | [ 59 ]        |
| 05.03.2011 | bieg na 30 km kobiet techniką dowolną                                              | Paulina Maciuszek    | –            | –            | –            | –           | –           | –           | –        | –        | –        | 1:36:09,8 | 43.     | [ 59 ]        |
| 05.03.2011 | bieg na 30 km kobiet techniką dowolną                                              | Agnieszka Szymańczak | –            | –            | –            | –           | –           | –           | –        | –        | –        | 1:37:28,6 | 47.     | [ 59 ]        |

#### Konkurencje drużynowe
| Data       | Konkurencja                                                                        | Zawodnik             | Półfinał       | Półfinał    | Półfinał | Półfinał | Finał          | Finał       | Miejsce | Źródła        |
| Data       | Konkurencja                                                                        | Zawodnik             | Czas zawodnika | Czas łączny | Miejsce  | Miejsce  | Czas zawodnika | Czas łączny | Miejsce | Źródła        |
| ---------- | ---------------------------------------------------------------------------------- | -------------------- | -------------- | ----------- | -------- | -------- | -------------- | ----------- | ------- | ------------- |
| 02.03.2011 | sprint drużynowy mężczyzn techniką klasyczną                                       | Maciej Kreczmer      | 10:15,6        | 20:41,4     | 9.       | nq       | nq             | nq          | 18.     | [ 60 ] [ 61 ] |
| 02.03.2011 | sprint drużynowy mężczyzn techniką klasyczną                                       | Maciej Staręga       | 10:25,8        | 20:41,4     | 9.       | nq       | nq             | nq          | 18.     | [ 60 ] [ 61 ] |
| 03.03.2011 | sztafeta 4 x 5 km kobiet (2 x 5 km techniką klasyczną + 2 x 5 km techniką dowolną) | Ewelina Marcisz      | –              | –           | –        | –        | 14:52,7        | 56:19,2     | 8.      | [ 62 ]        |
| 03.03.2011 | sztafeta 4 x 5 km kobiet (2 x 5 km techniką klasyczną + 2 x 5 km techniką dowolną) | Justyna Kowalczyk    | –              | –           | –        | –        | 13:34,7        | 56:19,2     | 8.      | [ 62 ]        |
| 03.03.2011 | sztafeta 4 x 5 km kobiet (2 x 5 km techniką klasyczną + 2 x 5 km techniką dowolną) | Paulina Maciuszek    | –              | –           | –        | –        | 13:46,0        | 56:19,2     | 8.      | [ 62 ]        |
| 03.03.2011 | sztafeta 4 x 5 km kobiet (2 x 5 km techniką klasyczną + 2 x 5 km techniką dowolną) | Agnieszka Szymańczak | –              | –           | –        | –        | 14:05,8        | 56:19,2     | 8.      | [ 62 ]        |

### Skoki narciarskie
Na mistrzostwach w 2011 roku rozegrano pięć konkurencji w skokach narciarskich. Po raz trzeci w historii odbyły się dwa drużynowe konkursy mężczyzn oraz po raz drugi – zawody o mistrzostwo świata kobiet. Polska reprezentacja uczestniczyła we wszystkich zawodach mężczyzn, natomiast żadna zawodniczka nie wzięła udziału w konkursie kobiet.
W 2011 roku czterokrotnie wystąpili: Adam Małysz, Kamil Stoch i Piotr Żyła, trzy występy zaliczył Stefan Hula, a jeden – Tomasz Byrt. W czołówce większości rozegranych serii treningowych plasował się Adam Małysz, co czyniło go jednym z głównych faworytów do zwycięstwa. W konkursach głównych to właśnie ten zawodnik jako jedyny reprezentant Polski zdobył medal – miało to miejsce 26 lutego na skoczni normalnej, gdzie zajął trzecie miejsce. Szóste miejsce w tych zawodach zajął drugi z Polaków – Kamil Stoch.
W zawodach drużynowych polska reprezentacja zajęła czwarte i piąte miejsce. Wokół drugiego drużynowego startu pojawiło się sporo kontrowersji związanych z odwołaniem serii finałowej. Po konkursie polscy zawodnicy wyrazili swoje niezadowolenie z tej decyzji, gdyż pozbawiła ich ona szans na zdobycie pierwszego w historii drużynowego medalu mistrzostw świata dla reprezentacji Polski.
Po przeprowadzeniu konkursu indywidualnego na skoczni dużej, w wywiadzie dla Telewizji Polskiej, Adam Małysz ogłosił koniec kariery zawodniczej po zakończeniu trwającego sezonu 2010/2011. Swoją decyzję uargumentował stwierdzeniem, że zawsze planował zakończyć karierę po osiągnięciu sukcesu.

#### Konkursy indywidualne
| Data       | Konkurencja                               | Zawodnik    | Kwalifikacje | Kwalifikacje | Kwalifikacje | Kwalifikacje | Seria 1   | Seria 1 | Seria 2   | Seria 2 | Nota łączna | Miejsce | Źródła        |
| Data       | Konkurencja                               | Zawodnik    | Odległość    | Nota         | Miejsce      | Miejsce      | Odległość | Nota    | Odległość | Nota    | Nota łączna | Miejsce | Źródła        |
| ---------- | ----------------------------------------- | ----------- | ------------ | ------------ | ------------ | ------------ | --------- | ------- | --------- | ------- | ----------- | ------- | ------------- |
| 26.02.2011 | konkurs indywidualny na skoczni normalnej | Tomasz Byrt | 94,0         | 102,9        | 24.          | Q            | 80,5      | 76,9    | nq        | nq      | 76,9        | 50.     | [ 74 ] [ 75 ] |
| 26.02.2011 | konkurs indywidualny na skoczni normalnej | Adam Małysz | 100,5        | –            | –            | pq           | 97,5      | 120,7   | 102,0     | 131,5   | 252,2       | 3.      | [ 74 ] [ 75 ] |
| 26.02.2011 | konkurs indywidualny na skoczni normalnej | Kamil Stoch | DNS          | –            | –            | pq           | 94,0      | 113,9   | 101,0     | 126,6   | 240,5       | 6.      | [ 74 ] [ 75 ] |
| 26.02.2011 | konkurs indywidualny na skoczni normalnej | Piotr Żyła  | 101,0        | 119,9        | 4.           | Q            | 93,5      | 108,0   | 96,0      | 116,0   | 224,0       | 19.     | [ 74 ] [ 75 ] |
| 03.03.2011 | konkurs indywidualny na skoczni dużej     | Stefan Hula | 118,0        | 106,6        | 25.          | Q            | 118,0     | 104,8   | nq        | nq      | 104,8       | 33.     | [ 76 ] [ 77 ] |
| 03.03.2011 | konkurs indywidualny na skoczni dużej     | Adam Małysz | 129,0        | –            | –            | pq           | 126,0     | 128,1   | 130,5     | 129,5   | 257,6       | 11.     | [ 76 ] [ 77 ] |
| 03.03.2011 | konkurs indywidualny na skoczni dużej     | Kamil Stoch | 126,5        | –            | –            | pq           | 131,0     | 134,7   | 124,5     | 101,0   | 235,7       | 19.     | [ 76 ] [ 77 ] |
| 03.03.2011 | konkurs indywidualny na skoczni dużej     | Piotr Żyła  | 122,0        | 115,1        | 19.          | Q            | 121,0     | 113,9   | 124,5     | 119,0   | 232,9       | 21.     | [ 76 ] [ 77 ] |

#### Konkursy drużynowe
| Data       | Konkurencja                            | Zawodnik    | Seria 1   | Seria 1 | Seria 1      | Seria 2   | Seria 2 | Seria 2      | Nota łączna | Miejsce | Źródła |
| Data       | Konkurencja                            | Zawodnik    | Odległość | Nota    | Nota drużyny | Odległość | Nota    | Nota drużyny | Nota łączna | Miejsce | Źródła |
| ---------- | -------------------------------------- | ----------- | --------- | ------- | ------------ | --------- | ------- | ------------ | ----------- | ------- | ------ |
| 27.02.2011 | konkurs drużynowy na skoczni normalnej | Kamil Stoch | 113,5     | 100,6   | 476,4        | 102,5     | 123,0   | 476,6        | 953,0       | 4.      | [ 78 ] |
| 27.02.2011 | konkurs drużynowy na skoczni normalnej | Piotr Żyła  | 98,0      | 115,2   | 476,4        | 101,0     | 120,4   | 476,6        | 953,0       | 4.      | [ 78 ] |
| 27.02.2011 | konkurs drużynowy na skoczni normalnej | Stefan Hula | 97,5      | 110,2   | 476,4        | 93,0      | 102,7   | 476,6        | 953,0       | 4.      | [ 78 ] |
| 27.02.2011 | konkurs drużynowy na skoczni normalnej | Adam Małysz | 104,5     | 126,7   | 476,4        | 106,5     | 130,5   | 476,6        | 953,0       | 4.      | [ 78 ] |
| 05.03.2011 | konkurs drużynowy na skoczni dużej     | Kamil Stoch | 113,5     | 100,6   | 435,6        | –         | –       | –            | 435,6       | 5.      | [ 79 ] |
| 05.03.2011 | konkurs drużynowy na skoczni dużej     | Piotr Żyła  | 127,0     | 118,0   | 435,6        | –         | –       | –            | 435,6       | 5.      | [ 79 ] |
| 05.03.2011 | konkurs drużynowy na skoczni dużej     | Stefan Hula | 113,5     | 93,8    | 435,6        | –         | –       | –            | 435,6       | 5.      | [ 79 ] |
| 05.03.2011 | konkurs drużynowy na skoczni dużej     | Adam Małysz | 135,5     | 123,2   | 435,6        | –         | –       | –            | 435,6       | 5.      | [ 79 ] |

### Kombinacja norweska
W ramach mistrzostw świata w 2011 roku rozegrano cztery konkurencje w kombinacji norweskiej – dwie indywidualne i dwie drużynowe. W reprezentacji Polski znalazło się trzech dwuboistów, którzy wystąpili w obu zawodach indywidualnych. Trener kadry – Jakub Michalczuk – postanowił zrezygnować z możliwości wystawienia zespołu w konkursach drużynowych, gdyż nie było czwartego, wystarczającego dobrego zawodnika, który mógłby dołączyć do polskiej ekipy. Michalczuk obiecał jednak, że na kolejnych mistrzostwach, w 2013 w Val di Fiemme, Polska wystawi drużynę. Start polskich kombinatorów był pierwszym od 2003 roku występem polskich dwuboistów na mistrzostwach świata w narciarstwie klasycznym.
Polscy zawodnicy w obu konkursach zajęli odległe lokaty. W pierwszych indywidualnych zawodach najwyższe, 42. miejsce zajął Adam Cieślar, a w drugim konkursie takie samo miejsce uzyskał Paweł Słowiok. W trakcie serii treningowej przed zawodami na skoczni dużej, skok na 131,5 metra oddał Adam Cieślar, co pozwoliło mu zająć trzecie miejsce w serii. Dalej od Polaka skoczyli tylko Wilhelm Denifl i Janne Ryynänen. W konkursie Cieślar nie powtórzył jednak swojej próby i zajął 46. miejsce.

#### Konkursy indywidualne
| Data       | Konkurencja                                                                | Zawodnik        | Skok  | Nota  | Strata czasowa | Bieg    | Łącznie | Miejsce | Źródła        |
| ---------- | -------------------------------------------------------------------------- | --------------- | ----- | ----- | -------------- | ------- | ------- | ------- | ------------- |
| 26.02.2011 | konkurs indywidualny metoda Gundersena (skocznia normalna + bieg na 10 km) | Adam Cieślar    | 97,5  | 111,0 | 1:23           | 28:00,2 | 29:23,2 | 42.     | [ 84 ] [ 85 ] |
| 26.02.2011 | konkurs indywidualny metoda Gundersena (skocznia normalna + bieg na 10 km) | Tomasz Pochwała | 81,5  | 77,8  | 3:36           | 27:46,3 | 31:22,3 | 52.     | [ 84 ] [ 85 ] |
| 26.02.2011 | konkurs indywidualny metoda Gundersena (skocznia normalna + bieg na 10 km) | Paweł Słowiok   | 93,0  | 97,3  | 2:18           | 28:08,9 | 30:26,9 | 48.     | [ 84 ] [ 85 ] |
| 02.03.2011 | konkurs indywidualny metoda Gundersena (skocznia duża + bieg na 10 km)     | Adam Cieślar    | 113,5 | 96,2  | 2:04           | 28:41,2 | 30:45,2 | 46.     | [ 86 ] [ 87 ] |
| 02.03.2011 | konkurs indywidualny metoda Gundersena (skocznia duża + bieg na 10 km)     | Tomasz Pochwała | 111,0 | 92,9  | 2:17           | 28:05,0 | 30:22,0 | 44.     | [ 86 ] [ 87 ] |
| 02.03.2011 | konkurs indywidualny metoda Gundersena (skocznia duża + bieg na 10 km)     | Paweł Słowiok   | 111,5 | 87,0  | 2:40           | 27:37,4 | 30:17,4 | 42.     | [ 86 ] [ 87 ] |

## Sytuacja po zawodach

### Wypowiedzi medalistów
Pierwszy medal dla reprezentacji Polski wywalczyła Justyna Kowalczyk, która 26 lutego 2011 była druga w biegu łączonym na 15 kilometrów. Po biegu zapowiedziała, że w kolejnych startach będzie starała się pokonać nową mistrzynię świata – Marit Bjørgen. Przytoczyła wówczas słowa z „Terminatora”: I’ll be back (ang. Jeszcze tu wrócę). Ponadto w wywiadzie dla Polskiego Radia powiedziała:

Jestem bardzo szczęśliwa. To trzecia wielka impreza z rzędu, na której zdobyłam medal. W dodatku odczarowałam Oslo, bo nigdy nawet w zawodach Pucharu Świata nie udało mi się tu stanąć na podium. To kolejne miejsce, w którym w tym sezonie, po raz pierwszy, udało mi się znaleźć w pierwszej trójce.

Tego samego dnia brązowy medal wywalczył Adam Małysz, dla którego był to szósty medal mistrzostw świata w karierze i pierwszy brązowy. W jednym z wywiadów po zawodach skoczek powiedział:

Cieszę się ogromnie, medal to jest medal. Oczywiście oczekiwania były ogromne, sam sobie wyznaczyłem bardzo wysoki cel. Myślę, że zrealizowałem go w stu procentach, bo wiem jak ciężko jest zdobyć każdy medal, czy to na mistrzostwach świata czy na olimpiadzie, ile to kosztuje wysiłku, treningów, wyrzeczeń. To ogromny wysiłek, ogromny trud. Ciężko przepracowałem całe lato, zaczęły mnie dopadać różne kontuzje, potem upadek w Zakopanem, który mógł mi pokrzyżować plany. Na szczęście nie pokrzyżował. Cały czas byłem wytrwały i robiłem to, co Hannu zaplanował. Wykonaliśmy swoją robotę i taki mamy teraz skutek.

Trzeci medal dla reprezentacji Polski wywalczyła Justyna Kowalczyk, która w biegu na 10 kilometrów uplasowała się na drugim miejscu, za Marit Bjørgen. W wywiadzie dla Przeglądu Sportowego polska biegaczka powiedziała:

To był na pewno mój najlepszy bieg w tym sezonie. I taki, w którym walczyłam najmocniej w życiu. Zmusiłam się do tego. Szkoda, że nie wystarczyło i jest mi z tego powodu smutno. W pewnym momencie pomyślałam, że wygram albo przyjedzie po mnie pogotowie. Już raz zwozili mnie z trasy. Przykro mi, że nie dobiegłam pierwsza, ale drugie srebro to dla mnie i tak olbrzymi sukces.

W ostatnim starcie Justyny Kowalczyk na mistrzostwach w Oslo – w biegu na 30 kilometrów techniką klasyczną – Polka wywalczyła brązowy medal. Po zakończeniu rywalizacji udzieliła wywiadu, w którym powiedziała:

W pewnej chwili Marit Bjoergen dała mi znak, żebym jechała pierwsza i jej pomogła. Zrozumiałam, że obie nie mamy sił i odpuszczamy walkę o złoto. (...) Chciałam, żeby to był szybki bieg. I był. Na trasie było mi bardzo, bardzo ciężko. Od samego startu mówiłam trenerowi, że źle się czuję. Nie przegrałam jednak z powodu złego samopoczucia, po prostu rywalki okazały się mocniejsze. W swoim życiu przebiegłam może dwie, może trzy trzydziestki, w których było tak szybkie tempo.

### Powrót medalistów
Oboje polscy medaliści opuścili Oslo w niedzielę, 6 marca 2011. Adam Małysz powrócił do kraju, gdzie na lotnisku w Balicach przywitało go około dwustu kibiców. Na miejscu podsumował swój występ w mistrzostwach świata i uzasadnił swoją decyzję o zakończeniu kariery. W przeciwieństwie do Małysza, do kraju nie powróciła natomiast Justyna Kowalczyk, która z Norwegii wyruszyła do Lahti, gdzie na 12 marca zaplanowano zawody Pucharu Świata.